# Comitas granuloplicata
Comitas granuloplicata is een slakkensoort uit de familie van de Pseudomelatomidae. De wetenschappelijke naam van de soort is voor het eerst geldig gepubliceerd in 1992 door Kosuge.